# Spoorboekje

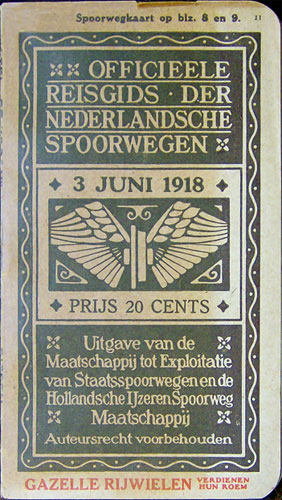
Het spoorboekje van 1918

Een spoorboekje geeft de dienstregeling en de treinenloop weer, vaak van een land voor een jaar, en bestaat dan ook voornamelijk uit dienstregelingtabellen. Het kan van papier zijn of bestaan uit computerbestanden. Een spoorboekje en een reisplanner hebben ieder hun sterke punten en kunnen elkaar goed aanvullen.
In het geval van busdiensten spreekt men van een busboekje. Ook wordt wel de algemenere term OV-gids gebruikt, die ook geschikt is voor een gids met zowel dienstregelingtabellen voor de trein als voor de bus.
Een spoorboekje kan ook als metafoor dienen voor een tijdpad of een planning. In deze zin wordt de term spoorboekje ook gebruikt om bijvoorbeeld een stamboom aan te duiden, hoewel dit taaltechnisch dubieus is.

## Rangschikking van de gegevens
In een spoorboekje zijn de verschillende trajecten van de betreffende spoorwegmaatschappij vastgelegd in tabellen waarbij (meestal) links de stations in de volgorde van het af te leggen traject staan. In de verschillende kolommen worden de treindiensten op dat traject aangegeven, zo veel mogelijk op volgorde van vertrektijd. Door middel van symbolen en verschillende lijnen kunnen bijzonderheden in de dienstregeling schematisch worden weergegeven.
Soms staan de treindiensten in rijen in plaats van in kolommen, zie bijvoorbeeld Spoorlijn Breda - Eindhoven#Geschiedenis.

## Toepassing
Een spoorboekje geeft een overzicht van alle treindiensten op een traject, met voor elk de dagen waarop deze van toepassing is (anders dan een reisplanner, die slechts voor een gegeven dag de treindiensten geeft, en dan nog alleen de snelste verbindingen). Vaak rijdt een trein dagelijks (in het geval van een trein 's avonds: behalve op oudejaarsavond). Dit kan men in het spoorboekje zien aan het ontbreken van een indicatie over beperkingen. Als het niet dagelijks is is het vaak volgens een vast weekpatroon, bijvoorbeeld ma-vr, ma-za, alleen za of alleen zo, soms onderscheiden naar bijvoorbeeld zomer en winter, en met uitzonderingen rond feestdagen. Een totaaloverzicht hiervan voor de geldigheidsduur van het spoorboekje wordt voor elke treindienst vermeld door middel van codes en voetnoten. Vaak is dit overzicht hetzelfde voor verschillende treindiensten; het hoeft dan slechts per twee pagina's herhaald te worden, waarbij vanuit meerdere kolommen naar dezelfde voetnoot verwezen kan worden.
Een spoorboekje is dus een nuttige aanvulling op de reisplanner voor wie vaker op hetzelfde traject reist: het eenmalig opzoeken van informatie kan voldoende zijn voor meerdere reizen. Bovendien kan het overzicht van alle verbindingen in plaats van alleen de snelste nuttig zijn bij bijzondere wensen zoals meer tijd hebben bij overstappen, voorkeur voor kunnen blijven zitten in plaats van een kortere reisduur met overstap, enzovoort. (Soms biedt een reisplanner echter ook mogelijkheden om deze wensen in te stellen.)
Ook voor het plannen van een eenmalige reis heeft men niet per se een reisplanner nodig, men ook alleen het spoorboekje gebruiken. Nadelen zijn onder meer dat het opzoeken van een ingewikkelde reis nogal wat inzicht vereist en dat het geen deur-tot-deur-advies kan geven. Ook worden andere vormen van openbaar vervoer niet of nauwelijks meegenomen in het reisadvies (in het Nederlands spoorboekje werden voorheen wel aansluitende boot- en busverbindingen vermeld, dit is in de editie van 2007 niet meer het geval). Bij een papieren spoorboekje is een ander nadeel dat bij tussentijdse wijzigingen van de dienstregeling, die niet voor verschijning van het boekje bekend waren, het spoorboekje op bepaalde punten achterhaald kan zijn.

## Nederland

### Digitaal spoorboekje
Er is voor Nederland een Digitaal Spoorboekje, met de dienstregeling van het personenvervoer per trein in Nederland van alle maatschappijen, behalve die van de toeristische spoorwegen en de chartertreinen.
Het bevat twee spoorkaarten: één met een onderverdeling van het net in trajecten, met een nummer voor elk, en één met langere trajecten, elk aangeduid met een van de hoofdletters A t/m H. De internationale trajecten, zowel van grensverkeer als lange afstanden, staan op de eerstgenoemde.

### Terugkeer van papieren spoorboekje
Sinds de dienstregeling 2013 verschijnen de intercity-treintijden weer op papier in het minispoorboekje. Een jaar later keerde het volledige spoorboekje terug, zij het opgesplitst in twee delen: een minispoorboekje voor intercity's en een aanvullend spoorboekje met ook alle overige treinen. Het gaat om dezelfde tabellen als in het digitale spoorboekje, met dien verstande dat de laatste worden bijgewerkt voor de (meestal kleine) wijzigingen in de loop van het jaar. Per dienstregeling 2015 zijn de twee delen weer samengevoegd tot één dik spoorboekje. Het huidige spoorboekje wordt uitgegeven door Treinreiziger.nl, Treinposities.nl en reizigersorganisatie Rover. Zelf geeft de NS sinds het dienstregelingjaar 2011 geen gedrukt spoorboekje meer uit.

### Geschiedenis
Tot de jaren zestig heette het boekje in Nederland Officiële Reisgids, daarna Dienstregeling en vanaf 1969 werd de informele naam Spoorboekje ook als boektitel gebruikt. Er zijn jaarlijks papieren spoorboekjes geweest tot en met dat van 2010, dat geldig was van december 2009 tot december 2010. Tot en met 2001 verscheen dit eind mei, sinds 2002 had het een ingangsdatum medio december. De opmaak was hetzelfde als nu in het Digitaal Spoorboekje, maar de lijnnummers waren anders.
In sommige opzichten was het papieren spoorboekje geavanceerder dan het huidige digitale:
- De volgorde van de tijden was voor elk station strikt oplopend; als een trein een andere inhaalde werd dit opgelost door de dienst van de ingehaalde trein te verdelen over meerdere kolommen, verbonden met een blauwe dwarsstreep.
- Er was meer overlap in de trajecten, met de namen van de extra stations cursief weergegeven, waardoor voor minder treindiensten meerdere tabellen hoefden te worden geraadpleegd.

Er zijn in de tussentijd ook andere soorten van spoorboekjes verschenen, zo zijn er aparte Intercityboekjes geweest, die alleen de tijden van de Intercity-treinen aangaven in de vorm, die we uit het spoorboekje kennen. Ook zijn er tal van dienstregelingen op klein formaat geweest voor slechts één traject. Naast de zomer- en winterdienstregelingen (van voor 1970) kwamen er ook internationale spoorboekjes met de belangrijkste verbindingen in heel Europa.

### Busboekjes
Sommige busvervoerders publiceren busboekjes per regio.
Overeenkomsten met het spoorboekje:
- Een rit heeft een ritnummer, even in de ene en oneven in de andere richting.

Verschillen met het spoorboekje:
- Er zijn aparte tabellen voor maandag t/m vrijdag, zaterdag en zondag (drie tabellen per lijn per richting). Een nadeel is dat men slechts door het vergelijken van tabellen kan zien of een busdienst van een bepaalde tijd elke dag hetzelfde is. Soms is zelfs de route in het weekend anders, zoals bij Veolia bus 91.
- Eén pdf-bestand bevat vaak de tabellen van meerdere buslijnen, in beide richtingen. Soms staan dan de zes tabellen van een lijn achter elkaar, soms staan alle tabellen voor maandag t/m vrijdag achter elkaar en volgen dan alle tabellen voor zaterdag, en dan alle voor zondag.
- Snelbussen hebben vaak een eigen lijnnummer, en daarmee eigen tabellen.
- In plaats van lijnen die zich vertakken zijn er vaak lijnen per tak (met deels dezelfde route), en daarmee aparte tabellen (dat laatste niet altijd, zo hebben de Zuid-Hollandse Connexxion Interliners 88, 89 en 95 gemeenschappelijke tabellen). De gemeenschappelijke tabellen verstoren de oplopende volgorde van de tabelnummers.
- De tabellen bevatten slechts een selectie van haltes, maar in ieder geval wel de tijdhaltes. Er is soms een aparte lijst met alle haltes.
- Splitsing en koppeling van bussen is niet van toepassing.
- Als gevolg van diverse factoren, waaronder de bovenstaande, is de structuur van de tabellen eenvoudiger.

## Voetnoot
1. ↑  http://www.ns.nl/reisinformatie/download-dienstregeling
2. ↑  http://www.treinreiziger.nl/actueel/binnenland/papieren_spoorboekje_keert_terug-144783
3. ↑  http://www.treinreiziger.nl/actueel/binnenland/volledig_papieren_spoorboekje_na_3_jaar_teruggekeerd-145903
4. ↑  https://web.archive.org/web/20141223131945/http://www.rover.nl/actueel/nieuwsarchief/870-dikke-papieren-spoorboekje-voor-het-eerst-weer-te-koop
5. ↑  Spoorboekje 2023 verschijnt opnieuw op papier. Treinreiziger.nl (18 november 2022).
6. ↑  http://www.treinreiziger.nl/actueel/binnenland/spoorboekje_verdwijnt-142975
7. ↑  Zie bijvoorbeeld Trein- en Busboekje Rivierenland met de bijbehorende kaart.